# Родин, Алексей Григорьевич
Алексе́й Григо́рьевич Родин (17 февраля 1902, Осташковский уезд, Тверская губерния — 27 мая 1955, Москва) — советский военачальник, Герой Советского Союза (7.02.1943). Генерал-полковник танковых войск (1944).

## Биография
Родился 17 февраля 1902 года в селе Зуево Осташковского района Тверской области в крестьянской семье. Окончил 4 класса сельской школы села Давыдово в 1914 году.
В Красную Армию Родин вступил в апреле 1920 года. Принимал участие в Гражданской войне. Служил красноармейцем отдельного кавалерийского дивизиона при штабе 9-й армии Южного фронта, с декабря 1920 года — старшим писарем в 2-м кавалерийском полку 31-й стрелковой дивизии этой же армии. Принимал участие в ликвидации бандитизма и повстанческого движения в Кубанской области и на Северном Кавказе. С февраля 1921 года служил адъютантом конвоя при Реввоенсовете 9-й Кубанской армии. В 1922 году направлен на учёбу. Сначала был курсантом Владикавказских командных курсов, с января 1923 учился на Краснодарских курсах комсостава РККА. В августе 1923 года переведён в Москву.
В 1926 году окончил Московскую артиллерийскую школу, в том же году вступил в ВКП(б). В сентябре 1926 года назначен начальником разведки и связи 2-го конно-артиллерийского дивизиона в  Украинском военном округе. С сентября 1927 года служил в 45-й стрелковой дивизии Украинского ВО: помощник командира артиллерийской батареи, с февраля 1930 — начальник хозяйственного довольствия 45-го артиллерийского полка, с августа 1931 года — командир батареи, с июня 1931 года — командир дивизиона мотоотряда, с августа 1932 года — командир артиллерийского дивизиона 45-го артиллерийского полка. В январе 1933 года его направили учиться в академию.
В 1937 году окончил Военную академию механизации и моторизации РККА имени И. В. Сталина. В декабре 1937 года назначен начальником штаба 9-й механизированной бригады (Ленинградский военный округ). С октября 1939 года служил начальником автобронетанковой службы 50-го стрелкового корпуса там же. В этой должности полковник А. Родин участвовал в советско-финской войне. За отличия в боях награждён на этой войне своим первым орденом.
В июле 1940 года был назначен на должность командира 5-го танкового полка (3-я танковая дивизия, Ленинградский ВО), в декабре 1940 — командир 2-й отдельной легкотанковой бригады. В марте 1941 года назначен на должность заместителя командира 24-й танковой дивизии по строевой части 10-го механизированного корпуса в Ленинградском военном округе.

## Участие в Великой Отечественной войне
В боях на фронтах Великой Отечественной войны Алексей Родин принимал участие с июня 1941 года. Встретил войну в прежней должности. В составе корпуса воевал на Северном и Северо-Западном фронтах, участвовал в Ленинградской стратегической оборонительной операции.
С сентября 1941 года Родин командовал 124-й танковой бригадой Ленинградского фронта. С мая по июнь 1942 года был на должности заместителя командующего 54-й армией этого фронта по танковым войскам.
С июля 1942 года командовал 26-м танковым корпусом в составе 5-й танковой армии на Брянском, Юго-Западном, Донском фронтах. Особо отличился во время Сталинградской наступательной операции: будучи введённым в прорыв 20 ноября 1942 года, танковый корпус генерала Родина овладел хутором Калач-на-Дону и способствовал окружению сталинградской группировки противника. За этот подвиг в декабре 1942 года корпус получил гвардейское звание и был переименован в 1-й гвардейский танковый корпус, а его командир генерал-майор танковых войск А. Родин был представлен к званию Героя.
Указом Президиума Верховного Совета СССР от 7 февраля 1943 года за мужество и героизм, проявленные в боях с немецко-фашистскими захватчиками, Алексею Григорьевичу Родину присвоено звание Героя Советского Союза с вручением ордена Ленина и медали «Золотая Звезда» (№ 783).
С 12 февраля 1943 года — командующий 2-й танковой армией Центрального фронта, которая под его командованием действовала в Севской операции, в оборонительном этапе Курской битвы (6—7 и 9 июля 1943 года, атакуя северный фланг ударной группировки 9-й немецкой армии генерала Моделя, корпуса армии дважды переходили в контратаки), в Орловской и Черниговско-Припятской наступательных операциях.
С 9 сентября 1943 года генерал-лейтенант танковых войск Родин командовал бронетанковыми и механизированными войсками Западного и с апреля 1944 — 3-го Белорусского фронтов. Принимал участие в Белорусской и Восточно-Прусской наступательных операциях.

## Послевоенная биография
С июля 1945 года занимал должность командующего бронетанковыми и механизированными войсками Барановичского военного округа.
С октября 1946 года состоял в распоряжении командующего бронетанковыми и механизированными войсками ВС СССР.
С марта 1947 года был назначен командующим бронетанковыми и механизированными войсками Прикарпатского военного округа.
С февраля 1949 по январь 1953 года был начальником управления боевой подготовки бронетанковых и механизированных войск Вооружённых Сил СССР.
В 1953 году окончил Высшие академические курсы при Высшей военной академии имени К. Е. Ворошилова и в декабре этого года был оставлен старшим преподавателем в этой академии.
В октябре 1954 года генерал-полковник танковых войск Родин был уволен в запас по болезни.
Умер 27 мая 1955 года. Похоронен в Москве на Новодевичьем кладбище.

## Воинские звания
- старший лейтенант (1936);
- майор (1937);
- полковник (08.09.1938);
- генерал-майор танковых войск (03.05.1942);
- генерал-лейтенант танковых войск (04.02.1943);
- генерал-полковник танковых войск (15.07.1944)

## Награды
- Герой Советского Союза (7 февраля 1943, медаль «Золотая Звезда» № 783)[3];
- Два ордена Ленина (7 февраля 1943, 30 апреля 1945);
- Два ордена Красного Знамени (21 марта 1940[4], 3 ноября 1944[5]);
- орден Суворова I степени (19 апреля 1945)[6];
- орден Кутузова I степени (3 июля 1944)[7];
- орден Суворова II степени (7 февраля 1943);
- орден Отечественной войны I степени (27 августа 1943)[8];
- медаль «За оборону Ленинграда»;
- медаль «За оборону Сталинграда»[9];
- медаль «За победу над Германией в Великой Отечественной войне 1941—1945 гг.»;
- медаль «За взятие Кёнигсберга»;
- юбилейные медали.